# Bořek Dočkal
Bořek Dočkal (Městec Králové, 30 settembre 1988) è un ex calciatore ceco, di ruolo centrocampista.

## Caratteristiche tecniche
Ala destra, può giocare sia come ala sinistra sia come trequartista, definito anche attaccante.

## Carriera

### Club
Prodotto delle giovanili dello Slavia Praga, entra nella prima squadra durante la stagione 2006-2007. All'inizio della stagione seguente è ceduto in prestito fino a gennaio al Kladno, in prima divisione: realizza 2 gol in 14 incontri, il primo dei quali contro lo Jablonec dove, giocando da esterno destro, trova il gol del definitivo 1-1. Ritornato a Praga, è ceduto nuovamente in prestito fino al termine della stagione a Liberec: a maggio conta 14 presenze e 1 gol. A fine stagione lo Slovan Liberec ne riscatta il cartellino per € 650.000 e Dočkal non delude le aspettative, segnando subito una rete decisiva contro il Teplice (1-0). Quattro giorni prima aveva esordito nelle competizioni UEFA per club, giocando un incontro di Coppa UEFA contro lo Zilina (1-2). Termina la stagione con 27 presenze e 5 gol in campionato.
Nella stagione 2009-2010 realizza 5 gol in 29 incontri di campionato (rendendosi decisivo nuovamente contro il Teplice, su rigore, 1-0). Nel luglio 2010, lo Slovan lo cede in prestito fino a gennaio ai turchi del Konyaspor: esordisce nel campionato turco il 16 agosto seguente, contro il Bursaspor (1-0). In questo club è spesso impiegato come esterno in un 4-5-1. Dopo 9 presenze, ritorna a Liberec, dove ritrova anche la via del gol (2 reti in 13 sfide), decidendo l'incontro sullo Slovacko (1-0). Ha il tempo di giocare un solo incontro di campionato nella nuova stagione, prima di essere ceduto al Rosenborg in cambio di € 1 milione. Esordisce il 13 agosto successivo in un incontro di Coppa contro l'Aalesund (3-1) e il 22 settembre debutta anche in campionato: nella sfida contro il Sogndal realizza la sua prima marcatura all'esordio, contribuendo al successo in rimonta del club di Trondheim (2-1).
Nell'annata 2012 gioca la sua miglior stagione in carriera: firma 10 gol in campionato, due doppiette contro Strømsgodset (3-3) e Sogndal (0-3, due rigori), decidendo la sfida contro l'Haugesund (0-1). In Europa League firma 7 marcature in 12 partite (doppietta all'Ordabasy, 2-2), trascinando i norvegesi dal primo turno preliminare fino alla fase a gironi, dove sono eliminati nel gruppo K. Nonostante ciò, si fa notare come uno dei migliori giocatori del torneo, divenendo il miglior marcatore delle qualificazioni con 6 gol a pari merito con Leroy Fer. In Coppa realizza 6 gol in 4 presenze, firmando una doppietta al Rodde (0-8) e una tripletta contro l'Harstad IL (0-7). Conclude la stagione giocando 43 incontri e siglando 23 realizzazioni.
Nell'annata 2013, con l'arrivo di Per Joar Hansen alla guida del Rosenborg, Dočkal perde il posto da titolare: sigla 4 reti in 21 presenze tra tutte le competizioni, trasferendosi allo Sparta Praga il 13 agosto, e lasciando la società di Trondheim dopo aver totalizzato 80 presenze e 29 reti.
Al Rosenborg, il centrocampista ceco è stato adattato a trequartista destro nel 4-2-3-1 di Jan Jönsson, giocando anche come esterno destro nel suo 4-4-2 e anche come interno di centrocampo o come esterno d'attacco nel 4-3-3 di Hansen.
Ritornato in patria, esordisce con i granata di Praga il 17 agosto successivo, a Pilsen, contro il Viktoria (0-0). Il 28 settembre firma la sua prima rete con lo Sparta Praga, segnando alla sua ex Slavia, il definitivo 0-2. A fine stagione realizza quasi 20 assist, contribuendo al netto successo dello Sparta Praga in campionato e alla vittoria in Coppa. Nel luglio seguente lo Sparta Praga consegue la tripletta nazionale, vincendo anche la Supercoppa. Il 15 luglio 2014 esordisce in Champions League, contro il Levadia Tallinn (7-0).
Il 20 settembre 2015 Dočkal è autore di una grande prestazione nel successo per 4-0 col Sigma Olomouc: sigla una doppietta, segnando un gol su calcio di rigore e firma il suo cinquantesimo assist nel campionato ceco, ponendosi dietro a Karel Piták (56) e Pavel Horváth (110). Il secondo gol del centrocampista arriva al 75', quando prende palla a metà campo, salta due avversari, vede l'attaccante David Lafata e tenta di passargli la sfera, ma Lafata, essendo in fuorigioco, lascia scorrere il pallone disinteressandosi dell'azione: Dočkal capisce subito il velo di Lafata e continua la corsa arrivando solo davanti al portiere e superandolo con un pallonetto.

### Nazionale
Dopo aver giocato 48 incontri con le nazionali giovanili, segnando 10 gol, e dopo esser stato anche il capitano dell'Under-21, il 14 novembre 2012 esordisce con la Nazionale maggiore in un'amichevole contro la Slovacchia e, partito titolare, firma la rete del definitivo 3-0.
Viene convocato per gli Europei 2016 in Francia.

## Statistiche

### Presenze e reti nei club
| Stagione              | Squadra               | Campionato            | Campionato | Campionato | Coppe nazionali | Coppe nazionali | Coppe nazionali | Coppe internazionali | Coppe internazionali | Coppe internazionali | Altre coppe | Altre coppe | Altre coppe | Totale | Totale |
| Stagione              | Squadra               | Comp                  | Pres       | Reti       | Comp            | Pres            | Reti            | Comp                 | Pres                 | Reti                 | Comp        | Pres        | Reti        | Pres   | Reti   |
| --------------------- | --------------------- | --------------------- | ---------- | ---------- | --------------- | --------------- | --------------- | -------------------- | -------------------- | -------------------- | ----------- | ----------- | ----------- | ------ | ------ |
| 2006-2007             | Slavia Praga          | 1. L                  | 6          | 1          |                 | -               | -               |                      | -                    | -                    |             | -           | -           | 6      | 1      |
| lug.-dic. 2007        | Kladno                | 1. L                  | 14         | 2          |                 | -               | -               |                      | -                    | -                    |             | -           | -           | 14     | 2      |
| gen.-giu. 2008        | Slovan Liberec        | 1. L                  | 14         | 1          |                 | -               | -               |                      | -                    | -                    |             | -           | -           | 14     | 1      |
| 2008-2009             | Slovan Liberec        | 1. L                  | 27         | 5          |                 | -               | -               | CU                   | 2                    | 0                    |             | -           | -           | 29     | 5      |
| 2009-2010             | Slovan Liberec        | 1. L                  | 29         | 5          | CR              | 2               | 0               | UEL                  | 4                    | 0                    |             | -           | -           | 35     | 5      |
| lug.-dic. 2010        | Konyaspor             | SL                    | 9          | 0          | -               | -               | -               |                      | -                    | -                    |             | -           | -           | 9      | 0      |
| 2010-2011             | Slovan Liberec        | 1. L                  | 13         | 2          | -               | -               | -               |                      | -                    | -                    |             | -           | -           | 13     | 2      |
| lug. 2011             | Slovan Liberec        | 1. L                  | 1          | 0          | -               | -               | -               |                      | -                    | -                    |             | -           | -           | 1      | 0      |
| Totale Slovan Liberec | Totale Slovan Liberec | Totale Slovan Liberec | 84         | 13         |                 | 2               | 0               |                      | 6                    | 0                    |             |             |             | 92     | 13     |
| ago.-dic. 2011        | Rosenborg             | T                     | 13         | 2          | CN              | 1               | 0               | UEL                  | 2                    | 0                    |             | -           | -           | 16     | 2      |
| 2012                  | Rosenborg             | T                     | 27         | 10         | CN              | 4               | 6               | UEL                  | 12                   | 7                    |             | -           | -           | 43     | 23     |
| gen.-ago. 2013        | Rosenborg             | T                     | 15         | 2          | CN              | 2               | 1               | UEL                  | 4                    | 1                    |             | -           | -           | 21     | 4      |
| Totale Rosenborg      | Totale Rosenborg      | Totale Rosenborg      | 55         | 14         |                 | 7               | 7               |                      | 18                   | 8                    |             |             |             | 80     | 29     |
| ago. 2013-2014        | Sparta Praga          | 1. L                  | 25         | 3          | CR              | 8               | 1               |                      | -                    | -                    |             | -           | -           | 33     | 4      |
| 2014-2015             | Sparta Praga          | 1. L                  | 29         | 10         | CR              | 3               | 1               | UCL+UEL              | 4+8                  | 0+1                  | SRC         | 1           | 0           | 24     | 3      |
| 2015-2016             | Sparta Praga          | 1. L                  | 29         | 8          | CR              | 3               | 1               | UCL+UEL              | 2+14                 | 0+5                  | -           | -           | -           | 48     | 14     |
| 2016-gen. 2017        | Sparta Praga          | 1. L                  | 12         | 4          | CR              | 1               | 0               | UCL+UEL              | 2+7                  | 0+0                  | -           | -           | -           | 22     | 4      |
| gen.-giu. 2017        | Henan                 | CSL                   | 23         | 4          | CC              | 0               | 0               | -                    | -                    | -                    | -           | -           | -           | 23     | 4      |
| 2018                  | Philadelphia Union    | MLS                   | 32         | 5          | USOC            | 4               | 0               | -                    | -                    | -                    | -           | -           | -           | 36     | 5      |
| feb.-giu. 2019        | Sparta Praga          | 1. L                  | 3          | 0          | CR              | 0               | 0               | -                    | -                    | -                    | -           | -           | -           | 3      | 0      |
| 2019-2020             | Sparta Praga          | 1. L                  | 13         | 1          | CR              | 3               | 0               | -                    | -                    | -                    | -           | -           | -           | 16     | 1      |
| 2020-2021             | Sparta Praga          | 1. L                  | 33         | 4          | CR              | 2               | 0               | UEL                  | 5                    | 1                    | -           | -           | -           | 40     | 5      |
| 2021-2022             | Sparta Praga          | 1. L                  | 27         | 1          | CR              | 3               | 1               | UCL+UEL+UECL         | 3+4+2                | 0                    | -           | -           | -           | 39     | 2      |
| Totale Sparta Praga   | Totale Sparta Praga   | Totale Sparta Praga   | 171        | 31         |                 | 23              | 4               |                      | 51                   | 7                    |             | 1           | 0           | 246    | 42     |
| Totale carriera       | Totale carriera       | Totale carriera       | 394        | 70         |                 | 36              | 11              |                      | 75                   | 15                   |             | 1           | 0           | 506    | 95     |

### Cronologia presenze e reti in nazionale
| Cronologia completa delle presenze e delle reti in nazionale ― Rep. Ceca | Cronologia completa delle presenze e delle reti in nazionale ― Rep. Ceca | Cronologia completa delle presenze e delle reti in nazionale ― Rep. Ceca | Cronologia completa delle presenze e delle reti in nazionale ― Rep. Ceca | Cronologia completa delle presenze e delle reti in nazionale ― Rep. Ceca | Cronologia completa delle presenze e delle reti in nazionale ― Rep. Ceca | Cronologia completa delle presenze e delle reti in nazionale ― Rep. Ceca | Cronologia completa delle presenze e delle reti in nazionale ― Rep. Ceca |
| Data                                                                     | Città                                                                    | In casa                                                                  | Risultato                                                                | Ospiti                                                                   | Competizione                                                             | Reti                                                                     | Note                                                                     |
| ------------------------------------------------------------------------ | ------------------------------------------------------------------------ | ------------------------------------------------------------------------ | ------------------------------------------------------------------------ | ------------------------------------------------------------------------ | ------------------------------------------------------------------------ | ------------------------------------------------------------------------ | ------------------------------------------------------------------------ |
| 14-11-2012                                                               | Olomouc                                                                  | Rep. Ceca                                                                | 3 – 0                                                                    | Slovacchia                                                               | Amichevole                                                               | 1                                                                        |                                                                          |
| 6-2-2013                                                                 | Manisa                                                                   | Turchia                                                                  | 0 – 2                                                                    | Rep. Ceca                                                                | Amichevole                                                               | -                                                                        | 56’                                                                      |
| 22-3-2013                                                                | Olomouc                                                                  | Rep. Ceca                                                                | 0 – 3                                                                    | Danimarca                                                                | Qual. Mondiali 2014                                                      | -                                                                        | 64’                                                                      |
| 11-10-2013                                                               | Ta' Qali                                                                 | Malta                                                                    | 1 – 4                                                                    | Rep. Ceca                                                                | Qual. Mondiali 2014                                                      | -                                                                        |                                                                          |
| 15-10-2013                                                               | Sofia                                                                    | Bulgaria                                                                 | 0 – 1                                                                    | Rep. Ceca                                                                | Qual. Mondiali 2014                                                      | 1                                                                        | 84’                                                                      |
| 15-11-2013                                                               | Olomouc                                                                  | Rep. Ceca                                                                | 2 – 0                                                                    | Canada                                                                   | Amichevole                                                               | -                                                                        | 87’                                                                      |
| 5-3-2014                                                                 | Praga                                                                    | Rep. Ceca                                                                | 2 – 2                                                                    | Norvegia                                                                 | Amichevole                                                               | -                                                                        | 72’                                                                      |
| 21-5-2014                                                                | Helsinki                                                                 | Finlandia                                                                | 2 – 2                                                                    | Rep. Ceca                                                                | Amichevole                                                               | -                                                                        | 46’                                                                      |
| 3-6-2014                                                                 | Olomouc                                                                  | Rep. Ceca                                                                | 1 – 2                                                                    | Austria                                                                  | Amichevole                                                               | -                                                                        | 64’                                                                      |
| 3-9-2014                                                                 | Praga                                                                    | Rep. Ceca                                                                | 0 – 1                                                                    | Stati Uniti                                                              | Amichevole                                                               | -                                                                        | 79’                                                                      |
| 9-9-2014                                                                 | Praga                                                                    | Rep. Ceca                                                                | 2 – 1                                                                    | Paesi Bassi                                                              | Qual. Euro 2016                                                          | 1                                                                        |                                                                          |
| 10-10-2014                                                               | Istanbul                                                                 | Turchia                                                                  | 1 – 2                                                                    | Rep. Ceca                                                                | Qual. Euro 2016                                                          | 1                                                                        | 90+2’\|13= 72’                                                           |
| 13-10-2014                                                               | Astana                                                                   | Kazakistan                                                               | 2 – 4                                                                    | Rep. Ceca                                                                | Qual. Euro 2016                                                          | 1                                                                        |                                                                          |
| 16-11-2014                                                               | Plzeň                                                                    | Rep. Ceca                                                                | 2 – 1                                                                    | Islanda                                                                  | Qual. Euro 2016                                                          | -                                                                        | 86’                                                                      |
| 28-3-2015                                                                | Praga                                                                    | Rep. Ceca                                                                | 1 – 1                                                                    | Lettonia                                                                 | Qual. Euro 2016                                                          | -                                                                        | 90+1’                                                                    |
| 31-3-2015                                                                | Žilina                                                                   | Slovacchia                                                               | 1 – 0                                                                    | Rep. Ceca                                                                | Amichevole                                                               | -                                                                        | 72’                                                                      |
| 12-6-2015                                                                | Reykjavík                                                                | Islanda                                                                  | 2 – 1                                                                    | Rep. Ceca                                                                | Qual. Euro 2016                                                          | 1                                                                        | 84’                                                                      |
| 3-9-2015                                                                 | Plzeň                                                                    | Rep. Ceca                                                                | 2 – 1                                                                    | Kazakistan                                                               | Qual. Euro 2016                                                          | -                                                                        |                                                                          |
| 6-9-2015                                                                 | Riga                                                                     | Lettonia                                                                 | 1 – 2                                                                    | Rep. Ceca                                                                | Qual. Euro 2016                                                          | -                                                                        | 90’                                                                      |
| 10-10-2015                                                               | Praga                                                                    | Rep. Ceca                                                                | 2 – 1                                                                    | Turchia                                                                  | Qual. Euro 2016                                                          | -                                                                        | 34’ 78’                                                                  |
| 13-11-2015                                                               | Dunajská Streda                                                          | Rep. Ceca                                                                | 4 – 1                                                                    | Serbia                                                                   | Amichevole                                                               | -                                                                        | 56’                                                                      |
| 24-3-2016                                                                | Praga                                                                    | Rep. Ceca                                                                | 0 – 1                                                                    | Scozia                                                                   | Amichevole                                                               | -                                                                        | 65’                                                                      |
| 29-3-2016                                                                | Solna                                                                    | Svezia                                                                   | 1 – 1                                                                    | Rep. Ceca                                                                | Amichevole                                                               | 1                                                                        | 86’                                                                      |
| 1-6-2016                                                                 | Innsbruck                                                                | Rep. Ceca                                                                | 2 – 1                                                                    | Russia                                                                   | Amichevole                                                               | -                                                                        | 71’                                                                      |
| 21-6-2016                                                                | Lens                                                                     | Rep. Ceca                                                                | 0 – 2                                                                    | Turchia                                                                  | Euro 2016 - 1º turno                                                     | -                                                                        | 71’                                                                      |
| 8-10-2016                                                                | Amburgo                                                                  | Germania                                                                 | 3 – 0                                                                    | Rep. Ceca                                                                | Qual. Mondiali 2018                                                      | -                                                                        |                                                                          |
| 11-10-2016                                                               | Ostrava                                                                  | Rep. Ceca                                                                | 0 – 0                                                                    | Azerbaigian                                                              | Qual. Mondiali 2018                                                      | -                                                                        |                                                                          |
| 11-11-2016                                                               | Praga                                                                    | Rep. Ceca                                                                | 2 – 1                                                                    | Norvegia                                                                 | Qual. Mondiali 2018                                                      | -                                                                        | 77’                                                                      |
| 15-11-2016                                                               | Praga                                                                    | Rep. Ceca                                                                | 1 – 1                                                                    | Danimarca                                                                | Amichevole                                                               | -                                                                        |                                                                          |
| 22-3-2017                                                                | Praga                                                                    | Rep. Ceca                                                                | 3 – 0                                                                    | Lituania                                                                 | Amichevole                                                               | -                                                                        | 46’                                                                      |
| 26-3-2017                                                                | Serravalle                                                               | San Marino                                                               | 0 – 6                                                                    | Rep. Ceca                                                                | Qual. Mondiali 2018                                                      | -                                                                        |                                                                          |
| 5-6-2017                                                                 | Bruxelles                                                                | Belgio                                                                   | 2 – 1                                                                    | Rep. Ceca                                                                | Amichevole                                                               | -                                                                        | 46’                                                                      |
| 10-6-2017                                                                | Oslo                                                                     | Norvegia                                                                 | 1 – 1                                                                    | Rep. Ceca                                                                | Qual. Mondiali 2018                                                      | -                                                                        |                                                                          |
| 4-9-2017                                                                 | Belfast                                                                  | Irlanda del Nord                                                         | 2 – 0                                                                    | Rep. Ceca                                                                | Qual. Mondiali 2018                                                      | -                                                                        | 66’                                                                      |
| 8-10-2017                                                                | Plzeň                                                                    | Rep. Ceca                                                                | 5 – 0                                                                    | San Marino                                                               | Qual. Mondiali 2018                                                      | -                                                                        |                                                                          |
| 13-10-2018                                                               | Trnava                                                                   | Slovacchia                                                               | 1 – 2                                                                    | Rep. Ceca                                                                | UEFA Nations League 2018-2019 - 1º turno                                 | -                                                                        | cap. 22’                                                                 |
| 16-10-2018                                                               | Kiev                                                                     | Ucraina                                                                  | 1 – 0                                                                    | Rep. Ceca                                                                | UEFA Nations League 2018-2019 - 1º turno                                 | -                                                                        | cap.}                                                                    |
| 15-11-2018                                                               | Danzica                                                                  | Polonia                                                                  | 0 – 1                                                                    | Rep. Ceca                                                                | Amichevole                                                               | 1                                                                        | cap. 88’                                                                 |
| 19-11-2018                                                               | Praga                                                                    | Rep. Ceca                                                                | 1 – 0                                                                    | Slovacchia                                                               | UEFA Nations League 2018-2019 - 1º turno                                 | -                                                                        | cap. 89’                                                                 |
| 4-9-2020                                                                 | Bratislava                                                               | Slovacchia                                                               | 1 – 3                                                                    | Rep. Ceca                                                                | UEFA Nations League 2020-2021 - 1º turno                                 | 1                                                                        | cap.                                                                     |
| 7-10-2020                                                                | Larnaca                                                                  | Cipro                                                                    | 1 – 2                                                                    | Rep. Ceca                                                                | Amichevole                                                               | -                                                                        | 71’                                                                      |
| 11-10-2020                                                               | Haifa                                                                    | Israele                                                                  | 1 – 2                                                                    | Rep. Ceca                                                                | UEFA Nations League 2020-2021 - 1º turno                                 | -                                                                        | cap. 69’                                                                 |
| 15-11-2020                                                               | Plzeň                                                                    | Rep. Ceca                                                                | 1 – 0                                                                    | Israele                                                                  | UEFA Nations League 2020-2021 - 1º turno                                 | -                                                                        | 89’                                                                      |
| Totale                                                                   |                                                                          | Presenze                                                                 | 43                                                                       |                                                                          | Reti                                                                     | 7                                                                        |                                                                          |

## Palmarès

### Club

#### Competizioni nazionali
- Campionato ceco: 1

Sparta Praga: 2013-2014
- Coppa della Repubblica Ceca: 2

Sparta Praga: 2013-2014, 2019-2020
- Supercoppa della Repubblica Ceca: 1

Sparta Praga: 2014